# PowerDVD
PowerDVD is een commerciële mediaspeler voor Microsoft Windows, Ubuntu en Linux op pc's. Verscheidene uitgaven van de software worden verkocht als versie " Ultra", "Deluxe", " Standard" en "Essential" op de Duits- en Nederlandstalige markt. Alle uitgaven ondersteunen de weergave van dvd maar alleen de Ultra-versie die van Blu-ray.
Het product wordt op de markt gebracht via de fysieke media of via downloaden van de webpagina van Cyberlink. PowerDVD wordt vaak gebundeld met een veelheid aan systemen en randapparatuur van pc's (in het bijzonder optische aandrijving).
De ondersteuning voor hd-dvd kwam in sommige uitgaven van PowerDVD 7 voor, maar werd uit PowerDVD 8 verwijderd, terwijl er nog wel gelimiteerde nieuwe versies in dit formaat zijn , maar het wordt niet meer gesteund door belangrijke nieuwsstudio's. De versie 10 heeft een oog voor 3D en maakt de weergave van 3D voor Blu-ray, video en dvd mogelijk.
Een versie Linux van PowerDVD is beschikbaar in de Canonical Ltd.-shop.

## PowerDVD 10+
Op de Duitstalige markt is PowerDVD 10 en hoger in vier versies beschikbaar - Ultra 3D, Deluxe, Standard en Essential. De recentste versie is een universele speler voor films, videos en muziek, die het gebruikers mogelijk maakt alles van een speler af te spelen. Significante eigenschappen van de software omvatten: filmomzetting van 2D in 3D, vergroting van dvd's tot hoge definitie, vlotte weergave van Blu-ray, weergave van een veeltal van videoformaten en ondertitels en het schrijven alsook de presentatie van commentaren op filmscènes.